# Universidad de Mannheim
La Universidad de Mannheim (alemán: Universität Mannheim), también conocida como UMA, es una de las universidades más jóvenes de Alemania, fue fundada en 1967, aunque tiene sus orígenes en 1907. Tiene su sede en Mannheim, una ciudad con más de 300.000 mil habitantes, en el estado de Baden-Wurtemberg. La universidad se especializa en política económica y teoría de la administración de empresas, y tiene alrededor de 12.000 estudiantes para 2021, de los cuales 1.700 corresponden a estudiantes internacionales.
Actualmente la Universidad de Mannheim es una de las instituciones más prestigiosas de Alemania y destaca en rankings internacionales para las carreras de economía, ciencias políticas, administración de empresas, psicología, informática, historia, filología románica y sociología. La Escuela de Negocios de la Universidad cuenta con la prestigiosa acreditación AACSB, perteneciendo así a una de las mejores Escuelas de Negocios del mundo.
Además su sede central, donde también se imparten clases, se encuentra en el llamativo palacio de Mannheim. Como dato llamativo, es la única Universidad en Alemania en adaptar su calendario de clases a un calendario internacional. Las clases en Alemania suelen comenzar a comienzos de octubre, mientras que a nivel internacional, las clases toman lugar en agosto.

## Historia
La historia de la Universidad está vinculada a la historia del palacio de Mannheim. En 1907 fue fundado el Instituto Técnico Comercial de la Ciudad de Mannheim (alemán: Städtische Handelshochschule Mannheim) que fue iniciativa de la burguesía de aquel entonces. Para finales de 1930, el palacio se convirtió en un centro de Educación Superior. En ese mismo año, la institución ofreció las carreras de administración de empresas y economía, así como también, filosofía, historia, arte y ciencias naturales. 
En 1933 la institución fue fusionada de manera provisoria con la Universidad de Heidelberg, bajo el mandato del nacionalsocialismo en Alemania. Ante el creciente antisemitismo impulsado por el régimen Nazi, profesores de la institución fueron perseguidos y despojados de la Universidad debido a que eran judíos. Como dato adicional, solo 3 de 14 profesores lograron sobrevivir al holocausto. 
Después de la Segunda Guerra Mundial, la Universidad logró recuperar su autonomía y funcionó en 1946 bajo el nombre "Instituto Estatal de Economía" (alemán: Staatliche Wirtschaftshochschule). Para 1955, el lema de la institución fue "IN OMNIBUS VERITAS", el cual sigue siendo el eslogan oficial de la Universidad al día de hoy y forma parte de una versión acortada de la frase en latín "In Omnibus Veritas Suprema Lex Esto" (español: La verdad en todo debe ser la ley suprema), que a su vez hace referencia a uno de los estatutos de la Academia de Ciencias Palatina, fundada por el príncipe Carlos Teodoro en 1763. 
En 1967, la institución pasó a renombrarse a Universidad de Mannheim, tal y como la conocemos al día de hoy. Al adquirir también el estatus de Universidad, la institución comenzó a adquirir cada vez más alumnos y prestigio dentro de Alemania. Hoy en día, la Universidad se divide en cinco facultades y ofrece una alta variedad de títulos y grados.

## Organización
La Universidad está organizada en cinco facultades:
- Facultad de Derecho y Economía
- Facultad de Negocios
- Facultad de Ciencias Sociales
- Facultad de Filosofía
- Facultad de Matemática e Informática de Negocios

## Convenios internacionales
La Universidad de Mannheim es una institución que cuenta al día de hoy con más de 450 instituciones a escala global, ubicadas en más de 60 países distintos.